# Pelexia polyantha
Pelexia polyantha är en orkidéart som beskrevs av Rudolf Schlechter och Rudolf Mansfeld. Pelexia polyantha ingår i släktet Pelexia och familjen orkidéer. Inga underarter finns listade i Catalogue of Life.